# Патрісія Ноулл
Патрісія Ноулл (англ. Patricia Noall, 2 червня 1970) — канадська плавчиня.
Призерка Олімпійських Ігор 1988 року.
Переможниця Пантихоокеанського чемпіонату з плавання 1989 року.
Переможниця Ігор Співдружності 1986 року, призерка 1990 року.
Переможниця літньої Універсіади 1991 року, призерка 1993 року.